# کابل ناتهه
هفته‌نامهٔ کابل ناته در هشم مارچ سال ۲۰۰۵ توسط نویسنده افغانستان ایشور داس تأسیس گردید. نامبرده پس از سال ۱۹۹۳ در شهر دارم‌اشتات آلمان حیات بسر می‌برند. این هفته‌نامه در مدت کوتاه توانست بزرگترین قلم بدستان افغانستان را دور هم جمع نماید. انتشار این هفته‌نامه در عرصه سیاسی، فرهنگی، اجتماعی؛ تاریخی و ادبی به زبان فارسی، و زبان آلمانی به نشر می‌رسد. بالاثر زحمات و تلاش ایشورداس وبگاه هفته‌نامه توانست در ردیف آریانا نت، دانشنامه آریانا، خاوران، پژواک، کوکچه، بی‌بی‌سی و مشعل برابری نماید. درین اواخر در تمام روزنامه‌ها و وبگاه‌ها بحث‌های در مورد انتشار کابل ناته بیشتر به نشر می‌رسد. دانشمندان و قلم بدستان که در آغاز درین هفته‌نامه همکاری نموده‌اند عبارتند از:
- -محترم آصف آهنگ سیاست‌مدار و نویسنده
- -محترم رهنورد زریاب نویسنده
- -محترم دکتر محمداکرم عثمان داستان‌نویس مشهور افغانستان
- -محترم دکتر صبورالله سیاه‌سنگ تاریخ‌نویس
- -محترم بشیر سخاورز
- -محترم کاظم کاظمی
- -محترم نصیر مهرین تاریخ‌نویس
- -محترم پرتو نادری ادیب
- -محترم انجنیر نادر عمر
- -محترم عبدالرحیم غفوری
- -محترم دکتر اسدالله شعور
- -محترم لطیف ناظمی سیاستمدار و نویسنده
- -محترم دکتر پروین پژواک کارتونست
- -محترم هژبر شینواری
- -محترم دکتر فقیر چند چندیوک و تعداد دیگری از شاعران و نویسندگان؛ که پس از مدت کوتاه اعظم سیستانی، پوهاند رسول رهین، فاروق فارانی، دکتر صمد اضعر، رازق روئین، ملک شهرا واصف باختری و ده‌ها هنر دوست و نویسنده در این هفته‌نامه مقالات خویش را می‌نویسند.

## تاریخچه
در افغانستان در شهرهای کابل لغمان جلال‌آباد و قندهار در حدود کمتر از ۲۰۰٬۰۰۰ هندوان افغان زندگانی می‌کنند. کلمه ناته نام فامیل بزرگ هندوان نیز می‌باشد. در معنی ناتهـ یا نات در زبان هندی همراه، هم صحبت و دوست معنی می‌دهد. کابل نات همراه کابل یا دوست کابل. مرحوم پرا ناته آواز خوان مشهور رادیو افغانستان نیز از این فامیل بود. ایشور داس به اقتباس از این نام هفته‌نامه را کابل ناته نام گذاشته‌است.